# Прюитт, Джонатан Нил
Джонатан Нил Прюитт (англ. Jonathan Neal Pruitt) — бывший академический учёный. Он работал адъюнкт-профессором в области поведенческой экологии и был в списке 150 канадских руководителей кафедр в области биологических антиутопий Макмастерского университета. Прюитт занимался исследованиями личности животных, социального поведения пауков и других организмов.
В начале 2020 года в некоторых исследованиях Прюитта были обнаружены неточности в данных, и у использовавших их учёных возникли подозрения, что Прюитт манипулировал данными в своих статьях. Расследование, проведенное в Макмастерском университете, показало, что Прюитт «занимался фабрикацией и фальсификацией» данных. В 2021 году университет сообщил, что «отозвал дюжину статей» Прюитта «из-за обвинений в мошенничестве с данными», а также аннулировал его докторскую диссертацию. Прюитт ушел из Макмастерского университета в 2022 году, условия урегулирования конфликта остались конфиденциальными.

## Ранний период жизни
Прюитт вырос в Центральной Флориде. Он учился в Общественном колледже Полк (ныне это учебное заведение называется Государственный колледж Полк, англ. Polk State College), а затем продолжил учебу в Университете Южной Флориды и Университете Теннесси в Ноксвилле.

## Карьера
Прюитт получил докторскую степень в Университете Теннесси в Ноксвилле (ныне аннулированную) под руководством своего научного руководителя Сьюзан Ричерт. Прюитт получил постдокторантуру в Центре популяционной биологии Калифорнийского университета в Дэвисе под руководством Энди Сиха ({{lang-en|Andy Sih) и Джея Стаховича (Jay Stachowicz) и в 2011 году был принят на работу в качестве доцента на кафедру биологических наук Питтсбургского университета. Позже он переехал в Калифорнийский университет в Санта-Барбаре, а затем, в 2018 году, в Макмастерский университет.
Проводимые им исследования финансировались Национальным научным фондом США.

## Неверные данные
Первая обеспокоенность по поводу достоверности исследования Прюитта была опубликована в январе 2020 года.
В феврале 2020 года Университет Макмастера объявил, что проверяет 17 его публикаций, и что 23 журнала проверяют публикации Прюитта. К 7 февраля 2020 года семь статей, написанных Прюиттом, были отозваны или находились в процессе отзыва.
Прюитт ответил на обвинения, заявив, что неточности в его данных были ошибками, и он нанял адвоката, который предупредил журналы и соавторов не отзывать статьи до завершения официальных расследований.
В 2020 году Университет Теннеси «отозвал» диссертацию Прюитта.
В ноябре 2021 года Макмастерский университет отправил Прюитта в оплачиваемый административный отпуск, а в июле 2022 года Прюитт покинул университетскую должность.
В 2022 году Прюитт работал учителем естественных наук в одной из флоридских средних школ.
СМИ сравнивают Прюитта с Дидериком Стапелем (англ. Diederik Stapel) и Яном Хендриком Шёном (Jan Hendrik Schön), которые также считались восходящими звездами в своих областях до обнаружения их мошеннических публикаций.
По состоянию на 2023 год отозвалы 15 научных публикаций Прюитта, по 11 статьям выражена озабоченность, а ещё четыре статьи были исправлены.